# Ezüstlabda
Az Ezüstlabda vándordíj volt a magyar labdarúgás első kupasorozata, 1903-tól 1909-ig. A szabályok szerint az a csapat kapta meg végleg a díjat, amely egymás után háromszor vagy összesen ötször megnyerte. Ez az FTC-nek sikerült 1909-ben az ötödik győzelmével. Az MLSZ ezután új kupasorozatot írt ki, a magyar kupát.

## Létrejötte
Polónyi Géza országgyűlési képviselő 1903-ban felajánlott egy nagyobb összeget egy labdarúgó-vándordíj létrehozására. Paár János tervei alapján Fábry János ötvösmester készítette el a trófeát. A kupasorozat lebonyolítására az MLSZ egy bizottságot hozott lére, amelynek első elnöke Dáni Vilmos lett.
A kiírásban feltételül szabták, hogy a mérkőzéseket lehetőleg az ország akkori egyetlen füves pályáján, a Margitszigeten játsszák le (ettől időnként eltértek).

## Döntők
| Év   | Győztes | Vesztes       | Eredmény          |
| ---- | ------- | ------------- | ----------------- |
| 1903 | FTC     | 33 FC         | 1:1, 3:0          |
| 1904 | FTC     | MAFC          | 3:2               |
| 1905 | BTC     |               |                   |
| 1906 | FTC     | Bp. Postás SE | 1:1, játék nélkül |
| 1907 | MAC     |               |                   |
| 1908 | FTC     | BAK           | 7:2               |
| 1909 | FTC     | MAC           | 4:2               |

| Az Ezüstlabda végleges győztese: FTC |
| ------------------------------------ |